# Гедерслебен (Гарц)
Гедерслебен (нім. Hedersleben) — громада в Німеччині, розташована в землі Саксонія-Ангальт. Входить до складу району Гарц. Складова частина об'єднання громад Форарц.
Площа — 16,46 км2. Населення становить 1306 ос. (станом на 31 грудня 2021).